# 丸部人主
丸部 人主（わにべ の ひとぬし、生没年不詳）は、奈良時代の人物。経師・画師・舎人。姓は臣。氏は丸子・和爾部とも記される。官位は左大舎人・大初八位下。

## 出自
丸部氏は『新撰姓氏録』「左京皇別」によると和安部氏と同祖で、「彦姥津命男伊富都久命之後也」となっている。中央では経師・画師などの雑任に見られるが、諸国に分布しており、尾張国智多郡、参河国額田郡、伊豆国那賀郡、甲斐国巨麻郡、近江国坂田郡、美濃国安八郡・肩県郡・山方郡、越前国足羽郡・坂井郡、加賀国加賀郡、但馬国気多郡、因幡国法美郡、出雲国神門郡、播磨国讃容郡・宍粟郡、備前国都宇郡、讃岐国大内郡などに見える。

## 経歴
孝謙朝の天平勝宝4年（752年）閏3月、東大寺第六厨子成実宗の彩色に従っているのが史料における初出。天平宝字2年（758年）6月、中島写経所の写手・大初位下・左大舎人と見え、写経に従い、筆墨直を充てられ、写御書所の書生で、東大寺写一切経所に服仕し、左大舎人・大初位下とある。
7月、千手経・金剛般若経の書写に従い、淳仁朝になって同年9月、三尾隅足によって書生として貢進され、この時、左大舎人・大初位上と記されており、御書所より東寺写経所に経師として請われ、大初位下とあり、金剛般若経を写し、筆墨等を充てられ、10月、東寺写経所より左大舎人寮に、写経のため考唱不参の旨を「移」され、この時も大初位下と見える。同じく御書所にもその旨を「牒」され、この時は右大舎人とある。また、同月、経師として被を充てられた。11月、東寺写経所に服仕し、布施米を給せられた。時に左大舎人、大初位下とある。このころに、経師として筆を返上した。
同4年（760年）10月、造法花寺作金堂所の領、一等として絁1匹3丈、綿3屯を給せられ、同5年（761年）正月、駈使夫と見える丸部も同一人物と推定され、2月、西院政所の領として東大寺より来た銭30貫を検納し、8月、借銭5貫文を借りている。同6年（762年）正月、造石山院所より召され、閏12月、大般若経を写し、筆墨等を充てられた。同7年（763年）3月、御書所より東大寺写経所へ服仕し、写経所での上日（出仕日）があり、大初位下と見え、4月、東寺奉写大般若経所に上日し、時に竪子左人舎人、姓は臣と記されている。4月・6月も同じく、左大舎人・大初位下とある。同月、金剛般若経を写し、5月には写経の筆直を充てられ、この年、仁王経疏師として布勢綿20屯を充てられ、また雑使として綿5屯を給せられている。
称徳朝の神護景雲元年（767年）、阿弥陀悔過知識銭5文を進めている。
その手実（個人が実情を申告した文書）については、
- 宝亀6年（775年）12月[30]。
- 宝亀7年（776年）2月[31]。3月[32]。6月[33]。

に現れている。

## 官歴
『大日本古文書』による
- 天平宝字2年（758年）6月：見中島写経所写手・左大舎人・大初位下・写御書所の書生・東大寺写一切経所服仕。9月：書生として貢進・見左大舎人・大初位上。10月：見大初位下・右大舎人。11月：東寺写経所服仕。見左大舎人、大初位下
- 天平宝字7年（763年）3月：御書所より東大寺写経所へ服仕、見大初位下。4月：見竪子左人舎人、臣姓。4月および6月：見左大舎人・大初位下